# Helina tasmaniensis
Helina tasmaniensis är en tvåvingeart som beskrevs av Malloch 1922. Helina tasmaniensis ingår i släktet Helina och familjen husflugor.
Artens utbredningsområde är Tasmanien. Inga underarter finns listade i Catalogue of Life.